# Grand Slam Cup 1993
La Grand Slam Cup 1993 è stato un torneo di tennis giocato sul sintetico indoor. È stata la 4ª edizione del torneo maschile che fa parte dell'ATP Tour 1993. Si è giocato all'Olympiahalle di Monaco di Baviera in Germania dal 7 al 12 dicembre 1993.

## Campioni

### Singolare maschile
Petr Korda ha battuto in finale  Michael Stich con il punteggio di 2–6, 6–4, 7–6(5), 2–6, 11–9